# 222 هـ
222 هـ هي سنة في التقويم الهجري امتدت مقابلةً في التقويم الميلادي بين سنتي 836 و837.

## مواليد
- أبو جعفر محمد المنتصر بالله

## وفيات
- ابن بكار
- الحكم بن نافع
- حسان بن عبد الله بن سهل
- يحيى بن صالح الوحاظي
- 6 شعبان - محمد بن عمر المعيطي - محدث وفقيه بغدادي.